# Новопушкарівка
Новопушкарі́вка — село в Україні, у Криничанській селищній громаді Кам'янського району Дніпропетровської області. 
Орган місцевого самоврядування — Криничанська селищна рада. Населення — 288 мешканців.

## Географія
Село Новопушкарівка знаходиться на відстані 1,5 км від села Яблуневе і за 2,5 км від сіл Червоний Яр і Новопідгірне. По селу протікає пересихаючий струмок з загатою.
Відстань до центру територіальної громади становить близько 7 км і проходить автошляхом місцевого значення.

## Населення

### Мова
Розподіл населення за рідною мовою за даними перепису 2001 року:
| Мова       | Відсоток |
| ---------- | -------- |
| українська | 97,6 %   |
| молдовська | 1,4 %    |
| російська  | 1 %      |

## Відомі особи
У селі народилися 
- Бартиш Сергій Петрович (1964—2015) — солдат Збройних сил України, учасник російсько-української війни.
- Макаренко Володимир Миколайович (нар. 1943) — український художник-нонконформіст.